# 波塔科马罗
波塔科马罗（義大利語：Portacomaro），是意大利阿斯蒂省的一个市镇。总面积10.94平方公里，人口1997人，人口密度182.5人/平方公里（2009年）。ISTAT代码为005087。